# Pycnandra comptonii
Pycnandra comptonii là một loài thực vật có hoa trong họ Hồng xiêm. Loài này được (S.Moore) Vink miêu tả khoa học đầu tiên năm 1957.